# Akhbar Al Youm
Pour les articles homonymes, voir Youm.
Akhbar Al Youm est un quotidien arabophone marocain dirigé par Taoufik Bouachrine et paru pour la première fois le 2 mars 2009.

## Affaires
En 2018, Taoufik Bouachrine, fondateur d'Akhbar Al Youm est condamné à douze ans de prison, portés à quinze ans en appel, pour violences sexuelles.
Fin mai 2020, Soulaimane Raissouni, directeur de publication du journal est placé en détention provisoire après une accusation d’agression sexuelle. Il fait l’objet, selon le journal Le Monde, « de plusieurs articles virulents dans des médias connus pour leur proximité avec le pouvoir et pour leur ton très agressif ». Un an plus tard, en avril 2021, ses proches annoncent qu'il entame une grève de la faim illimitée. 
En juillet 2020, 110 journalistes se mobilisent contre les « médias de diffamation ». Évoquant également le cas de Soulaimane Raissouni, ils appellent le Conseil national de la presse à prendre des « sanctions disciplinaires » contre ceux qui violent le code de déontologie.
En cause, un contexte économique mais aussi répressif envers les voix critiques, le titre cesse de paraître en avril 2021.